# Mohamed Rashid
Mohamed Rashid (en árabe: محمد راشد محمد علي سرور النقبي‎; Dubái, Emiratos Árabes Unidos; 28 de septiembre de 1978) es un exfutbolista de los Emiratos Árabes Unidos que jugaba en la posición de delantero.

## Carrera

### Club
| Periodo   | Club                      |
| --------- | ------------------------- |
| 2000–2001 | Dibba Al-Hisn SC          |
| 2001–2005 | Al-Shaab CSC              |
| 2006      | FC Thun                   |
| 2006–2010 | Al-Ahli FC                |
| 2010      | → Al Jazira Club (cedido) |
| 2010–2012 | Sharjah FC                |
| 2012–2013 | Dibba Al Fujairah Club    |
| 2013–2017 | Dibba Al-Hisn SC          |

### Selección nacional
Jugó para Emiratos Árabes Unidos en 28 ocasiones de 2002 a 2009 y anotó nueve goles; participó en la Copa Asiática 2004.

## Logros
- UAE Pro League (1): 2008-09
- Copa Presidente de Emiratos Árabes Unidos (1): 2007-08
- Supercopa de los Emiratos Árabes Unidos (1): 2009
- Copa de Liga de los Emiratos Árabes Unidos (1): 2009-10